# Список символов штатов США (лошади)
Список символов штатов США включает лошадей (Equus caballus), которые были избраны символами законодательными органами в отдельных штатах США (state horse).

## История
Двенадцать американских штатов определили ту или иную породу лошадей как официальную лошадь своего штата (State horse). Первым с выбором определился Массачусетс (это произошло в 1970 году), в 1975 году — штаты Айдахо и Алабама, в 1993 — Северная Дакота, в 1996 — Кентукки. А последними по времени — штаты Северная Каролина и Южная Каролина, избрав породу лошадей для своего штата в 2010 году. Однако, ещё раньше лошадь породы Морган оказалась символом в штате Вермонт (в 1961 году), но в другом статусе — State animal. Именно в Вермонте прожил большую часть своей жизни жеребец по кличке Фигур (Figure; родился в 1789 году, прожил 32 года), который считается родоначальником этой породы Морган. Название породы происходит от фамилии коневода, фермера, тренера и композитора Джастина Моргана (Justin Morgan; 1747—1798), владевшего Фигуром. Именно Морган (как порода) была избрана в качестве первой в США официальной «лошади штата» (State horses) в Массачусетсе в 1970 году.
Кроме того, лошадь изображена на других официальных символах (State symbols, герб, флаг, монеты) ещё 6 штатов. И здесь лошадь первой появилась на гербе (1875) и флаге (1907) штата Пенсильвания. Более того, на его гербе две вороные лошади располагались по краям щита уже в первом варианте с 1778 года.

## Список

### Лошадь штата
| Штат              | Порода                           | Примечания | Изображение | Год избрания | Ссылка               |
| ----------------- | -------------------------------- | --- | ----------- | ------------ | -------------------- |
| Айдахо            | Аппалуза                         | Эта порода внесла свой вклад в историю Айдахо, благодаря связи с племенами индейцев Не-персе. Выведена индейцами племен не-персе путём селекции из потомков лошадей испанских конкистадоров и других пород, ввозимых в Америку европейцами.                                                                     |             | 1975         | [ 6 ]                |
| Алабама           | Иноходец                         | Эта порода известна своим аллюром и иноходью. Ассоциация и центр разведения этой чубарой породы расположены в Декейтере (штат Алабама). | -           | 1975         | [ 7 ] [ 8 ]          |
| Кентукки          | Чистокровная верховая            | Эта порода приносит многомиллиардные доходы штату, являющимся центром её разведения и проведения знаменитых скачек. Одна из самых привлекательных и красивых пород английских лошадей. Своё нынешне имя получила в 1891 году в городке Луисвилл, когда было образовано общество коневодов этой породы.          |             | 1996         | [ 9 ] [ 10 ]         |
| Массачусетс       | Морган                           | Основатель породы Морган жеребец по кличке Фигур родился в Уэст-Спрингфилд в 1789 году. Название породы происходит от фамилии коневода, фермера, тренера и композитора Джастина Моргана (Justin Morgan; 1747—1798), который был владельцем Фигура.                                                              |             | 1970         | [ 11 ] [ 12 ]        |
| Миссури           | Миссурийский Фокстроттер         | Скаковая порода, выведенная в начале XIX веке в районе плато Озарк (Миссури) на основе пород Морган, чистокровок и берберийцев. |             | 2002         | [ 12 ] [ 13 ] [ 14 ] |
| Мэриленд          | Чистокровная верховая            | Мэриленд известен своими центрами разведения и тренировки скаковых лошадей. |             | 2003         | [ 15 ] [ 16 ]        |
| Северная Дакота   | Нокота                           | Названа по имени индейского племени Нокота (Сиу), населявшего этот регион. |             | 1993         | [ 17 ] [ 18 ]        |
| Северная Каролина | Испанский мустанг                | Выведена в регионе Внешние отмели от испанских лошадиных корней. |             | 2010         | [ 19 ]               |
| Теннесси          | Теннессийская прогулочная лошадь | Эта обладающая особой иноходью порода впервые была выращена плантаторами в среднем Теннесси. В этом штате и сейчас находится основной конезавод по разведению этой породы. Необычная походка этих лошадей сочетает три своеобразных аллюра: трусца, плоский шаг и кентер, напоминающий движение кресла-качалки. |             | 2000         | [ 20 ] [ 12 ] [ 21 ] |
| Техас             | Американская верховая лошадь     | Ассоциация по производству этой породы (American Quarter Horse Association) находится в Амарилло. |             | 2009         | [ 4 ] [ 22 ]         |
| Флорида           | Флоридская скаковая              | Эта порода была избрана благодаря своей важной роли в период освоения этих земель испанскими первопоселенцами в XVI веке. |             | 2008         | [ 23 ] [ 24 ] [ 25 ] |
| Южная Каролина    | Carolina Marsh Tacky             | Сыграла важную интегрирующую роль в истории болотистой части штата. |             | 2010         | [ 26 ] [ 27 ]        |

### Символ: животное штата
| Штат       | Порода | Примечания | Изображение | Год избрания | Ссылка        |
| ---------- | ------ | --- | ----------- | ------------ | ------------- |
| Вермонт    | Морган | Эта порода разводилась, главным образом, в штате Вермонт. Жеребец по кличке Фигур (Figure; родился в 1789 году), который прожил большую часть своей жизни в Вермонте, считается основателем этой породы (умер в 1821 году). Сыграл важную роль в истории коневодства штата. Название породы происходит от фамилии коневода, фермера, тренера и композитора Джастина Моргана (Justin Morgan; 1747—1798), который был владельцем Фигура. Первой среди всех штатов эта лошадь оказалась символом Вермонта. Это произошло в 1961 году, но в другом статусе — State animal. Официальная дата избрания — 23 марта 1961 года. |             | 1961         | [ 28 ] [ 29 ] |
| Нью-Джерси | Лошадь | Лошадь, как таковая (без указания конкретной породы) сыграла важную роль в истории штата, где на 4.654 конефермах содержится около 40.000 лошадей (в 1961 году их было около 18.000), из которых 888 скаковые. Официальная дата избрания — 13 декабря 1977 года, но в другом статусе — State animal. |             | 1977         | [ 30 ]        |

### Символ штата на монетах, печатях, флагах
| Штат            | Символ | Изображение | Год принятия | Ссылка        |
| --------------- | --- | ----------- | ------------ | ------------- |
| Аляска          | Печать Аляски включает изображение двух лошадей и фермера на переднем плане символизирует сельское хозяйство Аляски. |             | 1910         | [ 31 ]        |
| Делавэр         | Двадцатипятицентовики пятидесяти штатов — Портрет Цезаря Родни на лошади. Надписи: «The First State» (Первый штат), «Caesar Rodney» (Цезарь Родни).                                                                         |             | 1999         | [ 32 ]        |
| Канзас          | Печать Канзаса включает изображение двух лошадей и фермера на переднем плане символизирует сельское хозяйство Канзаса. |             | 1910         | [ 33 ]        |
| Кентукки        | Четвертак Кентукки — Фигура скаковой лошади за оградой на фоне старинного здания (в этом доме Стивен Фостер в 1853 написал гимн штата — «My Old Kentucky Home»). Надпись: «My Old Kentucky Home» (Мой старый дом Кентукки). |             | 2001         | [ 10 ]        |
| Невада          | Четвертак Невады — Тройка диких мустангов на фоне — горы и восходящее солнце. Края монеты обрамляют веточки полыни. Лента с надписью: «The Silver State» (Серебряный штат).                                                 |             | 2006         | [ 34 ]        |
| Нью-Джерси      | Печать Нью-Джерси и герб. Голова лошади изображена на нашлемнике |             | 1928         | [ 35 ] [ 36 ] |
| Пенсильвания    | Флаг Пенсильвании — изображение лошадей. |             | 1907         | [ 37 ]        |
| Северная Дакота | Печать Северной Дакоты включает изображение всадника-индейца на лошади на переднем плане, символизируя историю штата. |             | 1889         | [ 38 ]        |
| Южная Дакота    | Печать Южной Дакоты включает изображение двух лошадей и фермера на переднем плане, символизируя сельское хозяйство Южной Дакоты.                                                                                            |             | 1889         | [ 39 ]        |